# داني جيلمور
داني جيلمور (بالإنجليزية: Danny Gilmore)‏ (و. 1973 – م) هو ممثل، من كندا.

## وصلات خارجية
- داني جيلمور على موقع IMDb (الإنجليزية)
- داني جيلمور على موقع ألو سيني (الفرنسية)
- داني جيلمور على موقع أول موفي (الإنجليزية)
- داني جيلمور على موقع قاعدة بيانات الفيلم (الإنجليزية)
- داني جيلمور على موقع كينوبويسك (الروسية)